# Iberogast
Iberogast är ett naturläkemedel som använda för lindring av symtom vid funktionell dyspepsi och IBS. Namnet kommer från släktet Iberis.
Iberogast består av en blandning av följande örter:
- Iberis amara
- Angelicae radix
- Silybi mariani fructus
- Chelidonii herba
- Carvi fructus
- Liquiritiae radix
- Menthae piperitae folium
- Melissae folium
- Matricariae flos [1]

## Farmakodynamik
Den exakta verkningsmekanismen för Iberogast är inte känd. Studier har visat att Iberogast påverkar magsäckens tonus och motilitet, relaxerar corpus och fundus samt stimulerar motiliteten i antrum genom inverkan på dess glatta muskulatur. Farmakologiska in vitro-studier har också visat på en stärkande effekt på den nedre esofageala sfinktern. Farmakologiska studier på intestinal glatt muskulatur har visat på en stärkande effekt på ostimulerad muskel och en spasmolytisk effekt på stimulerad muskel, vilket tyder på en komplicerad verkningsmekanism.
I farmakologiska in vivo-studier har Iberogast minskat gastrointestinal hypersensitivitet. I in vitro-studier har Iberogast  också motverkat syra-inducerad inflammation i esofageal mukosa och indometacin-inducerad hyperaciditet och gastrisk ulceration, med samtidig ökning av prostaglandin E2 och minskning av leukotrienkoncentrationen i magsäcksväggen. Iberogast har också visat en anti-inflammatorisk effekt vid experimentellt inducerad kolit. Affinitet till serotonin-, muskarin, opioid- och adenosin-receptorer har observerats för komponenter i Iberogast.